# Гор Чахал
Гор Чаха́л (настоящее имя Гор Размикович Оганисян; 1961, Москва) — российский художник.

## Биография
Родился в 1961 году в Москве. С 1972 по 1976 год учился рисунку в студии Татьяны Кипарисовой.  Обучался в школе №444 и выпустился из нее в 1979 году. В 1985 году окончил с отличием Московский инженерно-физический институт по специальности «Прикладная математика». В том же году организовал совместно с поэтом Аркадием Семёновым и рок-группой «Вежливый отказ» группу «Параллельные действия». В 1989 году снялся в главной роли в фильме «Посвящённый».

В 1995-96 годах был стипендиатом Берлинской Академии Художеств (Akademie der Kunst). В 2004 году получил стипендию MuseumsQuartier, Вена.
В 2010 году организовал в Храм Мученицы Татианы при МГУ выставку «Двоесловие/Диалог» работ художников, развивающих тему современного христианства.
В 2011 году стал победителем конкурса Opencall международного симпозиума Pro&Contra в номинации «Экранные интерактивные медиа».
В 2013 году был куратором выставки «ДАРЫ» в музее архитектуры имени А. В. Щусева, развивающей тему диалога Церкви и современного искусства.
Решением президиума Российской Академии Художеств от 18.11.2014 избран почётным членом Академии.
Решением президиума Российской Академии Художеств от 01.09.2015 награждён медалью «Достойному».
Куратор I биеннале Христоцентричного искусства 2020-2021 гг..
Куратор специального проекта Ярославской биеннале 2022 г. «Просветление» в Центре Современного Искусства (Дом Муз).
Фамилия Чахал является родовой фамилией его деда по отцовской линии. Старшим братом художника является Санасар Оганисян, олимпийский чемпион по вольной борьбе.

## Работы находятся в собраниях
- Государственный Русский Музей, Санкт-Петербург, Россия.
- Государственная Третьяковская галерея, Москва.
- Московский Дом фотографии, Москва.
- Государственный центр современного искусства, Москва.
- Московский музей современного искусства, Москва.
- Государственный художественный музей Ханты-Мансийского АО, Ханты-Мансийск, Россия.
- Кемеровский Областной Художественный Музей, Кемерово, Россия.
- Музей современного искусства «ПЕРММ», Пермь, Россия.
- Музей современного искусства «ГАРАЖ», Москва.
- Фонд «Екатерина», Москва.
- Stella Art Foundation, Москва.
- Музей AZ, Москва.
- Русский центр искусства, Калининград, Россия.
- Quartier Museum, Вена.
- Landesmuseum Niederosterreich, Австрия
- Stift Melk, Австрия
- Absolut Art Collection, Нью-Йорк
- Nancy and Norton Dodge Collection, Jane Voofhees Zimmerli Art Museum, Ратгерс, Государственный Университет Нью-Джерси, Нью-Брунсвик, США
- Епархия Graz-Sekau Римско-католическая Церковь, Австрия
- QL-collection, Грац, Австрия
- KULTUMdepot Graz, Грац, Австрия
- Zentrum für Literatur und Kulturforschung, Берлин.
- Bank of America Merrill Lynch, Москва

## Персональные выставки
- 2023 — «Ступени». QL-Gallery, KHG Graz, Lange Nacht der Kirchen, Leechkirche, Грац, Австрия.
- 2019 — «Жезл и Крест». Иконотека А. Н. Овчинникова, Всероссийский художественный научно-реставрационный центр имени И. Э. Грабаря, Москва.
- 2019 — «Ступени». QL-Galerie, Kirchen Kultur Graz, Grazer Stadtpfarrkirche, Грац, Австрия.
- 2016 — «Апофатика». Зверевский центр современного искусства; Библиотека искусств имени А. П. Боголюбова, Москва.
- 2015 — «Христоцентризм». Российский Центр Науки и Культуры в Киеве, Киев[11].
- 2011 — «Свободная любовь». Центральный Дом Художника, Москва[12].
- 2010 — «Хлеб Неба». Государственная Третьяковская галерея, Москва[13].
- 2010 — «Hinter dem Horizont». Kunst im öffentlichen Raum in Niederösterreich, Stift Melk, Австрия,[14],[15].
- 2008 — «Фавор». Ravenscourt Galleries, Москва.
- 2008 — «Экспериментальное подтверждение гипотезы о трансфизическом воздействии произведений современного искусства на ноосферу. Хлеб и Вино, и Мать-Сыра-Земля». Винзавод, Москва.
- 2007 — «Grace Major». Minoriten Galerien im Priestseminar, Грац, Австрия[16]
- 2005 — «Всё, что осталось». Галерея «АРТСтрелка-projects», Москва.
- 2005 — «Освящение». Айдан галерея, Москва.
- 2004 — «Солнце Правды, Добра и Красоты». MuseumsQuartier, Вена.
- 2003 — «Мария». Галерея М. Гельмана, Москва.
- 2003 — «Гор Чахал». www.chahal.ru.
- 2002 — «Mein Gold». Галерея М. Гельмана, Москва.
- 2002 — «Хор». Мастерские Арт-Москвы, ЦДХ, Москва.
- 2002 — «Падшие». Государственный центр современного искусства, Москва.
- 2002 — «Mein Gold». Noname Gallery, Роттердам, Нидерланды.
- 2001 — «Горько». Мастерские Арт-Москвы, ЦДХ, Москва.
- 2000 — «Радость». Файн арт, Москва.
- 1999 — «Песня протеста». Файн арт, Москва.
- 1999 — «Love». Sandmann+Haak, Ганновер, Германия.
- 1999 — «Любовь». www.guelman.ru/love.
- 1998 — «Гор Чахал. 1989—1991» (ретроспективная выставка). Photobyennale’98, Галерея Манеж, Москва.
- 1997 — «Любовь». Галерея М. Гельмана, Москва.
- 1997 — «MAN». Центр Современного Искусства, Москва.
- 1996 — «309,6 K». Выставочный зал «Феникс», Москва.
- 1996 — «Искусство с человеческим лицом». L-галерея, Москва.
- 1995 — «Вооружение глаза». Галерея «Школа», Москва.
- 1993 — «Поля». ЦДХ, Москва.
- 1992 — «Я шагаю по воде». Galleria Sproviery, Рим.
- 1991 — «На дне». Первая галерея, Москва.
- 1991 — «Чёрный свет». Галерея в Трехпрудном переулке, Москва.
- 1990 — «Гор Чахал». Первая галерея, Москва.

## Групповые выставки
- 2025 – «Туман». Объединение «Выставочные залы Москвы», галерея «Ходынка», Москва.
- 2024 – «21 день». Национальный музей искусства и фотографии, Галерея «Мосфильма», экспериментальные мастерские ТСХР, Москва.
- 2024 – «Открытое хранение. Пролог«. Музей современного искусства «ГАРАЖ», Москва.
- 2024 – «RAF: Все цветы». Севкабельпорт, Санкт-Петербург, Россия.
- 2024 – «The Body Implied: The Vanishing Figure in Soviet Art». Zimmerli Art Museum, New Brunswick, США.
- 2023 – «Новый русский пейзаж. Диалог во времени», Российская академия художеств, КЗЦ «Миллениум», Ярославль, Россия.
- 2023 – «Элементы», выставка отделения новейших художественных течений РАХ, Российская академия художеств, МВК РАХ, Москва.
- 2022 – «Заговор искусства». Выставка новых поступлений, Государственный художественный музей, Ханты-Мансийск[17].
- 2022 – «Просветление». Специальный прект Ярославской биеннале, Центр Современного Искусства (дом Муз), Ярославль.
- 2022 – «Ethernal Cosmism». Rudolf Steiner House, Лондон.
- 2021 – «Коснитесь кнопки затвора». Московский музей современного искусства, Москва.
- 2021 – I Биеналле христоцентричного искусства. Черниговское Патриаршее подворье, Москва.
- 2021 – «Dreams chatchers/Ловцы грёз». ILONA-K artspace, Moscow.
- 2020 — «Художники и коллекционеры – Русскому музею. Дары. 1898-2019. Избранное». Государственный Русский Музей, Мраморный дворец, Санкт-Петербург, Россия.
- 2019 — «Klanglicht Graz 2019». Грац, Австрия.
- 2019 — «Актуальная Россия». Всероссийский музей декоративно-прикладного и народного искусства, Москва.
- 2019 — «После иконы». Храм Христа Спасителя, Москва.
- 2017 — «Mdina Cathedral Contemporary Art biennale». Мдина, Мальта.
- 2017 — «Lent Project», Center for Christianity, Culture and the Arts, Biola University, Ла-Мирада, Калифорния, США[18].
- 2017 — «VULGATA. 77 Zugriffe auf die Bibel». Kulturzentrum bei den Minoriten, Грац, Австрия[19].
- 2016 — «Актуальная Россия. Среда обитания». РОСИЗО, ФРСИ, Музей современной истории России, Москва.
- 2016 — «Нонконформизм». ММСИ, Ельцин-центр, Екатеринбург.
- 2016 — «1991». Музей актуального искусства ART4.RU, «VP STUDIO» Галерея Веры Погодиной, Москва.
- 2016 — «Пазл Пьера Броше». Мультимедиа Арт Музей, Москва.
- 2016 — «Отморозились!». Зверевский центр современного искусства, Москва.
- 2015 — «Mdina Cathedral Contemporary Art biennale». Мдина, Мальта.
- 2015 — «Русская хрестоматия». Волго-Вятский филиал ГЦСИ, Арсенал, Нижегородский кремль, Нижний Новгород.
- 2015 — «Reliqte reloaded: Zum Erbe chrislicher Bildwelten heute.». Kulturzentrum bei den Minoriten, Грац, Австрия[20].
- 2015 — «ВИЗАНТИЯ.RU». Российская академия художеств совместно с Национальным музеем-заповедником Херсонес Таврический, Севастополь.
- 2015 — «Hello Temple». Pop/off/art, Винзавод, Москва.
- 2015 — «Победа как новый эпос». Крокин галерея совместно с Российская академия художеств, Галерея Искусств Зураба Церетели, Москва.
- 2014 — «ZOO». Крокин галерея, Зоологический музей Московского государственного университета, Москва.
- 2014 — «Русский космизм». Erarta Galleries, Лондон.
- 2014 — «Орденская планка». Галерея Е. К. АртБюро, Москва.
- 2014 — «Вне канона». РОСИЗО, Москва; Нижегородский государственный художественный музей, Нижний Новгород; Ярославский музей-заповедник, Ярославль.
- 2014 — «Искусство новых технологий». Архив Российской академии наук, Москва.
- 2013 — «Russisk Kunst efter Perestrojka» (коллекция Галины Осецимской), Soro Kunstmuseum, Соро, Дания.
- 2013 — «ДАРЫ». Государственный научно-исследовательский музей архитектуры имени А. В. Щусева, Москва.
- 2013 — «Искусство и религия в пространстве современной культуры». Российская академия художеств, Москва.
- 2013 — «ICONS». Пермский музей современного искусства, Ткачи, Санкт-Петербург.
- 2013 — «Первая коллекция. Причины и связи». Пермский музей современного искусства, Пермь.
- 2012 — «Gold». Галерея Бельведер, Вена[21]
- 2012 — «ICONS». Краснодарский краевой выставочный зал изобразительных искусств, Краснодар.
- 2012 — «Видение». РЦСИ TverCA, Тверь.
- 2012 — «Обратная перспектива». Pop/off/art, Москва.
- 2012 — «5-й Международный фестиваль видеоарта в городской среде OUTVIDEO 2012». Екатеринбург.
- 2011 — «Cinergy». Zentrum für Literatur und Kulturforschung, Берлин.
- 2011 — Выставка номинантов конкурса «Opencall» в рамках международного симпозиума «Pro&Contra» Media Art Lab. Центр Дизайна Artplay, Москва.
- 2010 — «Если бы я только знал!..». Московский музей современного искусства, Москва.
- 2010 — «Ночь в музее». Пермский музей современного искусства, Пермь.
- 2010 — «Всегда другое искусство». Московский музей современного искусства, Москва.
- 2010 — «Glastnost: Soviet non-conformist Art from the 1980s». Haunch of Venison, Лондон.
- 2010 — «Reliqte». Kulturzentrum bei den Minoriten, Грац, Австрия.
- 2010 — «Двоесловие/Диалог». Храм Мученицы Татианы при МГУ, Москва.
- 2009 — «История российского видеоарта. Том 2». ММСИ, Москва.
- 2009 — «МосквАполис». Пермский музей современного искусства, Пермь.
- 2009 — «Этот смутный объект искусства. Русское искусство 1974—2006 гг. из коллекции Stella Art Foundation». Параллельная программа Венецианского Биеннале, Ca' Rezzonico, Венеция.
- 2009 — «Европейская Мастерская: творчество в общем культурном пространстве». Центральный Дом Художника, Москва.
- 2009 — «Видение». Пермский музей современного искусства, Пермь.
- 2009 — «Лицо. Образ. Время. От модернизма к современности». Фонд Культуры «Екатерина», специальная программа 3-й Московской Биеннале Современного Искусства, Москва.
- 2009 — «Мёртвые души». Государственный Литературный музей, специальная программа 3-й Московской Биеннале Современного Искусства, Москва.
- 2009 — «Ночь в музее». Пермский музей современного искусства, Пермь.
- 2009 — «Автопортрет». Московский музей современного искусства, Москва.
- 2008 — «Thaw». Celsea art museum, Нью-Йорк.
- 2008 — «Pharos = Ten». Nicosia Municipal Arts Centre, Никосия.
- 2007 — «Выставка номинантов Премии Кандинского». Винзавод, Москва.
- 2007 — «Gestures of Infinity». Minoriten Galerien, Грац, Австрия.
- 2007 — «Оттепель». ГРМ, Мраморный Дворец, Санкт-Петербург.
- 2007 — «История российского видеоарта. Том 1». ММСИ, Москва.
- 2007 — «Дневник художника». 2-я Московская Биеннале Современного Искусства, ЦДХ, Москва.
- 2007 — «Мастерская Арт-Москва». 2-я Московская Биеннале Современного Искусства, ЦДХ, Москва.
- 2007 — «Горе от ума». 2-я Московская Биеннале Современного Искусства, Государственный Литературный музей, Москва.
- 2007 — «Мыслящий реализм». 2-я Московская Биеннале Современного Искусства, Государственная Третьяковская Галерея, Москва.
- 2007 — «Будущее зависит от тебя». ММСИ, Москва.
- 2006 — «Подарки для…». Галерея «АРТСтрелка-projects», Москва;
- 2006 — «Пусто». 5-й уличный фестиваль видеоарта, ВЗ «Фабрика», Москва.
- 2005 — «Россия-2». Галерея М.Гельмана, Центральный Дом Художника, Москва; White box, Нью-Йорк.
- 2005 — «Новые Поступления». ГЦСИ, Москва.
- 2005 — «PS». ГЦСИ, Москва.
- 2005 — «Портрет лица». М'АРС, Москва.
- 2005 — «Art Digital 2005». М'АРС, Москва.
- 2004 — «Новые Поступления». ГЦСИ, Москва.
- 2004 — Московский Международный Форум Художественных Инициатив. «Рай/Paradise». Новый Манеж, Москва.
- 2004 — «ЕВРОГРАФИК-2004». Московский музей современного искусства, Москва.
- 2004 — «Кураторский проект», АРХ МОСКВА-2004, Центральный Дом Художника, Москва.
- 2004 — «Бои без правил». Первая Московская Бьеннале, Галерея «Кубометр», АРТ МОСКВА-2004, ЦДХ, Москва.
- 2003 — «АртКлязьма-2», фестиваль современного искусства, Пансионат «Клязьма», Московская область.
- 2003 — «Art digital 2003». М'АРС, Москва.
- 2003 — «Огненный вход». Галерея М.Гельмана, Москва.
- 2003 — «Новый отсчёт». Цифровая Россия вместе с SONY, Центральный Дом Художника, Москва.
- 2002 — «АртКлязьма-1», фестиваль современного искусства, Пансионат «Клязьма», Московская область.
- 2002 — «Moscovos Laikas». Siuolaikinio Meno Centras, Вильнюс.
- 2002 — «Московское время». Нижегородское отделение ГЦСИ, Нижний Новгород.
- 2002 — «The Love tapes». Quartier Museum, Вена.
- 2001 — «ISKUSSTWO-2000». Kunstverein Rosenheim, Розенхайм, Германия.
- 2001 — «Milan Europe 2000». La Triennale di Milano, Милан, Италия.
- 2001 — 8th International Cairo Biennale. Каир.
- 2001 — «Utopiana». Культурный центр «Hay Art», Ереван.
- 2000 — «Media Graph». Государственный центр современного искусства, Калининградский филиал, Калининград.
- 2000 — «Сериалы». Центральный выставочный зал «Манеж», Москва.
- 2000 — «Новое русское искусство». Ивановский областной художественный музей, Иваново.
- 1999 — «Art-communication tour». Galerie der Universitat fur Gestallung, Линц, Австрия; Центральный выставочный зал «Манеж», Москва.
- 1999 — «Новый ВХУТЕМАС». Выставочный проект Государственного центра современного искусства и Ярославского центра современного искусства «Арс-Форум», «Арс-Форум», Ярославль.
- 1999 — «Музей современного искусства в Москве». Выставочный проект Государственного центра современного искусства в рамках Первого Международного фестиваля музеев «ИНТЕРМУЗЕЙ — 99», «Экспоцентр», Москва.
- 1999 — «Новый ВХУТЕМАС». Выставочный проект Государственного центра современного искусства в рамках Московского международного художественного салона ЦДХ\99, ЦДХ, Москва.
- 1998-99 — Выставочный проект Государственного центра современного искусства «А. С. П. посвящается…». Передвижная выставка произведений российских художников в рамках фестиваля «Пушкин и современность» . Центр современного искусства «Арс Форум», Ярославль; Муниципальная художественная галерея, Кострома; Плесский государственный историко-архитектурный и художественный музей-заповедник, Плёс; Нижегородский художественный музей, Нижний Новгород; Нижнетагильский музей изобразительных искусств, Нижний Тагил; Екатеринбургский музей изобразительных искусств, Екатеринбург; Пермская государственная картинная галерея, Пермь; Государственный художественный музей им. Нестерова, Уфа; Самарский художественный музей, Самара; Казанский музей изобразительных искусств, Казань.
- 1998 — Первое Международное Биеннале. Институт Искусств, Gumri, Армения.
- 1998 — «Эксплуатация фотографии». Фотобиеннале-98. Москва, ЦВЗ «Манеж», Москва.
- 1998 — «Люди и мода в новой культуре». Фотобиеннале-98. Москва, ЦВЗ «Манеж», Москва.
- 1998 — «Современное Российское искусство». Государственный Центр Современного искусства, Художественный музей, Нижний Новгород.
- 1998 — «АРТОТЕКА». Государственный Центр Современного Искусства, АРТМАНЕЖ’98, ЦВЗ «Манеж», Москва.
- 1997 — Экология пустоты". Институт Современного Искусства, Москва.
- 1997 — «Сними надень никогда не снимай». Новый Манеж.
- 1997 — «Я шагаю по Москве». Новый Манеж, Москва.
- 1997 — «Кредо». Голицинские палаты, Москва.
- 1996 — Фотобиеннале-96. Выставочный зал «Кузнецкий мост», Москва.
- 1996 — «Инверсия». 16 НХПВ, Нижний Новгород.
- 1996 — «Артотека». Государственный центр современного искусства, ЦДХ, Москва.
- 1995 — «Зимний сад». Выставочный зал «Феникс», Москва.
- 1995 — «Взгляд за горизонт». Выставочный зал в Беляево, Москва.
- 1995 — «Москва — Ереван. Вопрос ковчега». Музей Современного искусства, Ереван.
- 1995 — «Contemporary Photographic Art from Moscow». Ifa-Gallery, Берлин.
- 1993 — Коллекция РИНАКО. ЦДХ, Москва; Caisse des depots et consignations, Париж.
- 1993 — 4 th Annual Joury Exhibition. Synchroncity Space, Нью-Йорк.
- 1993 — «Искусство как власть, власть как искусство». ЦДХ, Москва.
- 1992 — «A Mosca… a Mosca». Villa Compolletto, Геркуланум; Galleria Comunale d’Arte Moderna, Болонья, Италия.
- 1992 — «Московский романтизм». ЦДХ, Москва.
- 1992 — «Modern Moscow Art». Seibu Art Forum, Токио.
- 1991 — «Эстетические опыты». Музей Кусково, Москва.
- 1991 — «Rome — Moscow». Galeria Sprovieri, Рим.
- 1990 — «За культурный отдых». Выставочный зал «Каширка», Москва.
- 1990 — «Sommer Atelier» (Junge Kunst in Europe). Messegelende, Ганновер, Германия.
- 1990 — «Недорогое искусство». Первая галерея, Москва.
- 1989 — «Незаконченные работы». студия К. Звездочётова, Москва.
- 1989 — «Новые передвижники». багажник автомобиля ГАЗ-24 «Волга», Москва — Ленинград.
- 1988 — «Лабиринт». Центральный Дом Молодёжи, Москва.
- 1988 — 18 Всесоюзная выставка молодых художников. ЦВЗ «Манеж», Москва.
- 1988 — «Антисотбис». Студия С. Шутова, Москва.
- 1987 — «Первое свидание». ВТО, Москва.

## Каталоги
- «Первая Галерея». Olograf Edizioni. 1990. 112 страниц.
- «Deutsche Messe AG: Sommer Atelier. Junge Kunst in Europa». Klinkhard&Biermann. Мюнхен. 1990. 356 страниц. ISBN 3-7814-0293-2. (с.304).
- «Московский романтизм». М.: «Galart». 1992. 128 страницы. ISBN 5-269-00861-0. (сс. 13-14, 27, 105, 126, 128).
- "Коллекция современного искусства «РИНАКО». Типография «Лев Толстой». Тулa. 1993. 21 лист.
- «Contemporary Photographic Art from Moscow. Zeitgenössische Fotokunst aus Moskau». Prestel. Mюнхен. 1995. 128 страниц. ISBN 3791316079/ISBN 9783791316079. (сс. 39-43, 112,125).
- «Фотобиеннале-96». М.: LBL. 1996. 98 страниц. (с. 49).
- «Будущее России». «Ин-Версия. Современные технологии в искусстве». Нижегородская Ярмарка. «Промполиграфия». Нижний Новгород. 1996. 464 страницы. (сс. 453, 456).
- «Сними, одень, никогда не снимай». М.: RASTER’S. 1997. 32 страницы. (сс. 30-31).
- «Гор Чахал. Любовь». Галерея М. Гельмана. М.: «Экспериментальная типография». 1997. 16 страниц.
- «Фауна». М.: «Магазин искусства». 1998. (том 1: с. 49; том 2: сс. 58, 65, 69).
- «Фотобиеннале-98». Московский Дом Фотографии. М.: МДФ. 1998. 216 страниц. (сс. 101, 188—189).
- «Gumri». First International Biennial 1998. «Tigran Mets». Ереван. 1999. 128 страниц. ISBN 99930-52-05-1. (сс. 88-89).
- «Art-communication tour». MAERZ. ГЦСИ. Esterman. Рид. 1999. 134 страницы. ISBN 3-901112146. (сс. 30-31, 129).
- «Культурные герои XXI века». М.: GIF. 1999. 192 страницы. (с. 30).
- «Искусство против географии». Государственный Русский Музей. АООТ «Типография „Правда“. Санкт-Петербург. 2000. 224 страницы. (сс. 88-89).
- „Сериалы“. М.: ГЦСИ. 2000. 56 страниц. (сс. 52, 55, 56).
- „PS. За красным горизонтом“. М.: Артхроника. 2005. 192 страниц. ISBN 5-902647-12-6. (сс. 152—153, 173, 187).
- „Milano Europa 2000“. La Triennale di Milano 2001. Electa. 2001. Милан. 380 страниц. ISBN 88-435-7898-7. (сс. 90-91, 295—296, 366).
- „Мастерская Арт Москва 2001“. М.: GIF. 2001. 128 страниц. (сс. 66-67, 91, 122—123).
- „GUMRI“. The second International Biennial 2000. „Tigran Mets“. Ереван. 2002. 144 страницы. (с. 76).
- „Mосковское время“. ГЦСИ. М.: Linia Grafic. 2002. 128 страницы. ISBN 5-94620-001-1. (сс. 58-59, 108—109).
- „Мелиорация“. Фестиваль современного искусства в бухте Радости». М.: "Типография «Новости». 2003. 296 страниц. (сс. 114—116).
- «АрткКлязьмa». Международный фестиваль современного искусства. М.: "Типография «Новости». 2003. 366 страниц. (сс. 56-58).
- «Art Digital 2003». М’АРС. М.: "Типография «Новости». 2003. 40 страниц. (сс. 32-33).
- «Electric Visions. Видеоарт России и стран северной Европы последних лет». Информационное бюро Совета Министров Северных стран в Санкт-Петербурге. 2003. 36 страниц. (с. 25).
- «Рай». Московский Международный Форум Художественных Инициатив '2004. Ganimed Publishers. 2004. 48 страниц. (сс. 40-41).
- «Новый отсчёт. Цифровая Россия вместе с Sony». Центральный Дом Художника. М.: LINKSY. 2004. 112 страниц. (сс. 72-73, 105—107).
- «Здесь и сейчас. Современное искусство в России». М.: ГЦСИ. 2004. 152 страниц. ISBN 5-94620-014-3. (с. 141).
- «Новые поступления в коллекцию ГЦСИ». М.: ГЦСИ. 2005. 76 листов.
- «Art Digital 2005». Центр современного искусства M’ARS. М.: «Aldi print». 2005. 68 страниц. (сс. 8-9, 63-64).
- «Фотоэстафета. От Родченко до наших дней». Страницы истории советской и современной российской фотографии. Мультимедийный комплекс актуальных искусств, Музей «Московский дом фотографии». М.: "Типография «Новости». 2006. 320 страниц. ISBN 5-93977-023-1. (с. 272).
- «К 15-ти летию галереи М. Гельман». Каталог. М.: LiniaGrafic!. 2007. 560 страниц. ISBN 5-9237-0026-3. (сс. 330, 472—479, 510—511).
- «Премия Кандинского. Выставка номинантов». М.: "Типография «Новости». 2007. 160 страниц. ISBN 978-5-903489-05-3. (cc. 106—109).
- «Будущее зависит от тебя. Коллекция Пьера Кристиана Броше 1989—2007». М.: «Авангард». 2007. 240 страниц. ISBN 978-5-86394-284-1. (сс. 10, 13, 26, 27, 29, 205—211).
- «Гор Чахал. Экспериментальное подтверждение гипотезы о трансфизическом характере воздействия произведений изобразительного искусства на ноосферу. Хлеб и Вино, и Мать-Сыра-Земля». «ВИНЗАВОД». М.: "Типография «Новости». 2008. 312 страниц.
- «Thaw: Russian Art from Glasnost to the Present». Chesea Art Museum. «Russia! magazine» 2008. 84 страницы. ISSN: 0-9764633-2-6. (сс. 9, 20-21, 58-59).
- «Европейская мастерская: творчество в общем культурном пространстве». М.: «УП Принт». 2009. 56 страниц. (сс. 51-52).
- «Ночь в музее». ПЕРММ. «City print». Пермь. 2010. 144 страницы. (сс. 140—141).
- «That Obscure Object of Art. Contemporary Russian Art 1975—2007». Venice. Ca' Rezzonico. Ueberreuter Print Korneuburg, Австрия. 2009. 216 страниц. (cc. 26, 61-66, 197).
- «День открытых дверей: особняк — гимназия -клиника — музей». М.: MMOMA. 2010. 260 страниц. ISBN 978-5-91611-015-9. (сс. 185, 221).
- «ДВОЕСЛОВИЕ/ДИАЛОГ». Храм Св. мч. Татианы при Московском Государственном Университете. Москва. 24 страницы. ISBN 978-5-98833-013-4. (сс. 12-13, 22-23, 24).
- «Улица как музей — Музей как улица. Международный фестиваль современного искусства». «Книга». Самара. 2011. 216 страниц. ISBN 978-5-91899-052-0. (с.139).
- «Гор Чахал. Хлеб Неба». Государственная Третьяковская Галерея. М.: «Немецкая фабрика печати». 2011. 104 страницы. ISBN 978-5-269-01082-3.
- «Public Art Lower Austria». Том 10. SpringerWienNewYork. 360 страниц. ISBN 978-3-7091-0780-5. (сс. 82-83, 164, 172, 240, 241).
- «GOLD». Belvedere. Hirmer Verlag GmbH. Mюнхен. 2012. 368 страниц. ISBN 978-3-7774-5361-3. (сс. 111—112, 240, 350).
- «Русские художники на Венецианской биеннале, 1895—2013». SIA Press nams Baltic, Латвия. 2013. 768 страниц. ISBN 978-5-904652-04-3/978-5904652-06-7. (сс. 645, 756).
- «Реконструкция». Том I. Фонд «Екатерина». August Borg. 2013. 248 страниц. ISBN 978-5-905110-27-6. (сс. 19,70,74, 80, 94, 98, 102, 104, 166, 192, 202, 204, 208, 210, 216, 218, 222, 228, 236).
- «Реконструкция». Том II. Фонд «Екатерина». August Borg. 2014. 322 страницы. ISBN 978-5-905110-33-7. (сс. 18, 47, 48, 49, 70, 76, 88, 98, 174, 186, 187, 196, 218, 220, 230, 262).
- «Дары». Государственный Музей Архитектуры им. Щусева. М.: «AЗ Принт». 2014. 56 страниц. (сс. 3-4, 26, 43, 46, 50),
- «Christianity, Spirituality and the other». The Mdina Cathedral Contemporary Art Biennale 2015. Horizons. 2016. 272 страницы. ISBN 978-99957-63-07-7. (сс. 110—111).
- «Vulgata. 77 hits on the Bible». Verlag Ferdinand Scheoningh GmbH. Падерборн. 2017. 320 страниц. ISBN 978-3-506-78859-7. (сс. 38-39, 54-55, 308, 309).
- «The Mediterranean: A See of Conflicting Spiritualities». APS Mdina Cathedral Contemporary Art Biennale 2017. Horizons. 2017. 216 страниц. ISBN 978-99957-75-12-4. (сс. 128—131).
- «ЗОЛОТО». М.: R.PR.Studio, 2019. 80 страниц. ISBN 978-5-604-1281-5-2. (cc. 62-65).
- «I Биеннале христоцентричного искусства», 2021. 244 страницы.(сс. 4-8, 38-41, 205).

## Публикации
- Гор Чахал, «Стихи». М.: IMApress, 1992, 62 с.
- Гор Чахал, «Стихи». Русская Литература; Akademie der kunste, Drukhaus Berlin — mitte, 1995, сс. 54-60.
- Гор Чахал, «Берлинская осень». Русская Литература II; Drukhaus Berlin — mitte, 1996, сс. 18-30.
- Гор Чахал, «Вооружение глаза». Художественный журнал, 1995, № 8, с. 10.
- Гор Чахал, «Состояние нашей актуальной критики». Художественный журнал, 1996, № 10, с. 63.
- Гор Чахал, «Предмет искусства». Художественный журнал, 1996, № 13, с. 75.
- Гор Чахал, «Love». «29», 1998, № 1, сс. 60-65.
- Гор Чахал, «Золотые мои!». Комод. 2001, № 10, с. 52-53.
- Гор Чахал, «Радость (Воскрешение образа в искусстве)». Художественный журнал, 2001, № 40, с. 6-8.
- Гор Чахал, «Поэт и Пистолет». М.: ОГИ, 2002, 132 с.
- Гор Чахал, «Почему я не занимаюсь живописью». Художественный журнал, 2002, № 43/44, с. 69.
- Гор Чахал, «Аналогоцентризм в искусстве». Каталог выставки: «Новый отсчет». Цифровая Россия вместе с SONY, М.: LINXI, 2003, с. 105—107; сборник научных статей Российской Академии Художеств «Особенности развития техник и технологий в современном искусстве, архитектуре, дизайне», Ярославль, «Филигрань», 2014. Cc. 172—181.
- Гор Чахал, «Солнце Правды, Добра и Красоты». Каталог выставки: «Рай/Paradise». IX Московский Международный форум художественных инициатив, М.: GANYMED, 2004.
- Гор Чахал, «Ступени». Каталог выставки: «Art Digital 2005». М.: Алди-принт, 2005, с. 8-9.
- Гор Чахал, «Упорядочьте во мне любовь». Художественный журнал, 2006, № 63, сс. 75-80.
- Гор Чахал, «Взгляд за горизонт». Каталог выставки: Гор Чахал, «Хлеб Неба». М., «Немецкая фабрика печати», 2010. Сс. 13-15.
- Гор Чахал, кураторская статья. Каталог выставки: «ДВОЕСЛОВИЕ/ДИАЛОГ». М., Stella Art Foundation, 2010. ISBN 978-5-98833-013-4. Сс. 12-13.
- Гор Чахал, «Диалог Церкви и современного искусства». Каталог выставки: «ДАРЫ». М., «Немецкая фабрика печати», М. АЗ Принт, 2013. Сс. 3-4.
- Гор Чахал, «Христоцентричное искусство». Каталог выставки: I Биеннале христоцентричного искусства. М., 2021. Сс. 4-8.
- Гор Чахал, «Перспективы и практики христоцентричного искусства». ACADEMIA, 2021, №2, ISSN 2079-0341 (online) Архивная копия от 7 октября 2021 на Wayback Machine.
- Гор Чахал, «Диалог Церкви и современного искусства. Зарубежный опыт». Журнал «Государство, Религия, Церковь», №1, 2024, сс. 139-166.